# Kária
Kária az ókorban Kis-Ázsia tizenkét tartományának egyike volt délnyugatra, Lüdia és Lükia között fekvő területeken helyezkedett el.
Kária határai voltak: északon a Messzogisz (Dsuma Dagh) hegység és Lüdia; keleten a Kadmosz (Baba Dagh) és Salbakos (Boz Dagh) és Phrügia, a többi oldalain a tenger. Legkiválóbb része a sok kanyarulatú és termékeny Meander völgye; a Meander főmellékfolyója a délről beömlő Marsyas.
Meander völgyét kivéve Kária nagyrészt hegyesnek mondható. A part felé a Torosz-hegység kiágazásai: Albakos, Latmos, Grion és Titanos (Milétosz közelében), Lida és Pedasos (Halikarnasszosz) mellett. A főbb öblök: a meandri (délkeleti szöglete a latmi), a jassi vagy a bargili és a kerami (Halikarnasszosz és Knidosz közt).
Az első öbölbe ömlik az ország legnagyobb folyója, a Meander 4 mellékfolyójával (balfelől a Marsyas és Harpasos, jobbfelől a Lethaios és Gaison). A Meanderen kívül említendő a Kadmosz-hegységből jövő Kaltis. 
A számos tengeröböl már régen kereskedésre és hajózásra sarkalta az itt lakókat; leginkább kitűntek Halikarnasszosz, Knidosz és Milétosz, mely utóbbinak számos gyarmata is volt. A folyók völgyei sok gabonát, bort, olajat, fügét termettek, a hegyek dús legelőt nyújtottak.

## Története
A károk és rokonaik, a lelegek a partokon és szigeteken lakó hajósnép voltak. A tartomány belsejében eredetileg északon frígek, délen pizidek laktak; később még lüdök is keveredtek közéjük.
A 10. századdal hellén letelepedés kezdődik, előbb a iónok, majd a dórok kerültek többségbe, akik egy hexapoliszt hoztak létre (Knidosz és Halikarnasszosz a szárazföldön: Ialüszosz, Lindosz és Kameirosz Rhodoszon, Kosz, a hasonnevű szigeten (Kosz).
Régi királyaik a perzsák satrapáiként uralkodtak; régi fejedelmi székhelyük Mülasza volt; Milaszatól 10 km-el északra feküdt Labranda (Labraunda), Kária egyik legrégebbi városa, mára csak nagyrészt Zeusz templomának romjai maradtak fenn.
Kária kalózkodó és zsoldosszolgálatot teljesítő lakói i. e. 1500 körül ellepték a szomszédos szigeteket, de eljutottak Chius és Kréta szigetéig is, azonban 1200 tól a Föníciaiaktól függtek, akik számos kereskedelmi gyarmatot alapítottak közöttük, majd 1000-ben a görögökkel is mindjobban keveredtek, hatalmukba kerítve a nyugati partok legjobb kikötőit.
Északon főként a iónok vetették meg lábukat; gyarmataik voltak Milétosz, Müusz, Priéné, Iaszosz. A dórok délen foglaltak helyeket, a partvidék egy része a római időkben a Doris nevet is viselte.
Hat szövetséges városuk: Halikarnasszosz, Knidosz, Ialüszosz, Kameirosz, Lindosz, Kosz. Kária egyéb városai voltak még: Magnészia, Tralleisz, Alabanda, Nüsza, Antiokheia a termékeny Meander-völgyben, Idriasz (később Sztratonikeia) Mülaszától nyugatra, közelében Lagina a Hekaté-templom romjaival.
Kária a lüdiai, majd a perzsa és végül a syriai birodalomhoz tartozott, i. e. 129-től pedig a római Asia provinciához csatoltatott.